# خط طول 5° غرب
خط طول 5° غرب هو أحد خطوط الطول الجغرافية، والتي تمتد من القطب الشمالي الجغرافي إلى القطب الجنوبي الجغرافي، وحسب التحويل الزمني يتأخر خط طول 5° غرب عن خط غرينتش بـ20 دقيقة.

## من القطب إلى القطب
ينطلق خط طول 5° غرب من القطب الشمالي نحو القطب الجنوبي مرورا بالمناطق التي ترد في الجدول التالي:
| الإحداثيات                       | البلد أو الإقليم أو البحر | ملاحظات |
| -------------------------------- | ------------------------- | --- |
| 90°0′N 5°0′W / 90.000°N 5.000°W  | المحيط المتجمد الشمالي    | |
| 81°55′N 5°0′W / 81.917°N 5.000°W | المحيط الأطلسي            | |
| 58°38′N 5°0′W / 58.633°N 5.000°W | المملكة المتحدة           | اسكتلندا |
| 55°52′N 5°0′W / 55.867°N 5.000°W | خور كلايد                 | Passing between the جزيرة بوت وThe Cumbraes، اسكتلندا, المملكة المتحدة (في 55°46′N 5°0′W / 55.767°N 5.000°W) · مرورا بشرق the جزيرة أران، اسكتلندا, المملكة المتحدة (في 55°33′N 5°5′W / 55.550°N 5.083°W) |
| 55°7′N 5°0′W / 55.117°N 5.000°W  | المملكة المتحدة           | اسكتلندا — مرورا بشرق Stranraer (في 54°54′N 5°1′W / 54.900°N 5.017°W) |
| 54°45′N 5°0′W / 54.750°N 5.000°W | البحر الأيرلندي           | مرورا بغرب the Calf of Man, جزيرة مان (في 54°3′N 4°49′W / 54.050°N 4.817°W) · مرورا بغرب Bardsey Island، ويلز, المملكة المتحدة (في 52°45′N 4°48′W / 52.750°N 4.800°W)                                     |
| 52°1′N 5°0′W / 52.017°N 5.000°W  | المملكة المتحدة           | ويلز — مرورا بغرب هافرفوردويست [لغات أخرى]‏ (في 51°48′N 4°58′W / 51.800°N 4.967°W) |
| 51°37′N 5°0′W / 51.617°N 5.000°W | البحر الكلتي              | |
| 50°32′N 5°0′W / 50.533°N 5.000°W | المملكة المتحدة           | إنجلترا — مرورا بشرق ترورو (كورنوال) (في 50°16′N 5°3′W / 50.267°N 5.050°W) |
| 50°9′N 5°0′W / 50.150°N 5.000°W  | المحيط الأطلسي            | بحر المانش · مرورا بشرق the جزيرة أوشا, فرنسا (في 48°28′N 5°2′W / 48.467°N 5.033°W) · Iroise Sea · خليج غاسكونيا — من 47°7′N 5°0′W / 47.117°N 5.000°W                                                     |
| 43°28′N 5°0′W / 43.467°N 5.000°W | إسبانيا                   | |
| 36°28′N 5°0′W / 36.467°N 5.000°W | البحر الأبيض المتوسط      | بحر البوران |
| 35°24′N 5°0′W / 35.400°N 5.000°W | المغرب                    | |
| 30°10′N 5°0′W / 30.167°N 5.000°W | الجزائر                   | |
| 25°6′N 5°0′W / 25.100°N 5.000°W  | موريتانيا                 | لحوالي 12 km |
| 25°0′N 5°0′W / 25.000°N 5.000°W  | مالي                      | |
| 11°59′N 5°0′W / 11.983°N 5.000°W | بوركينا فاسو              | |
| 10°4′N 5°0′W / 10.067°N 5.000°W  | ساحل العاج                | |
| 5°8′N 5°0′W / 5.133°N 5.000°W    | المحيط الأطلسي            | |
| 60°0′S 5°0′W / 60.000°S 5.000°W  | المحيط الجنوبي            | |
| 70°21′S 5°0′W / 70.350°S 5.000°W | القارة القطبية الجنوبية   | أرض الملكة مود — المطالب الإقليمية بالقارة القطبية الجنوبية by النرويج |